# 창덕궁 향나무
창덕궁 향나무는 창덕궁(昌德宮)에 있는 향나무로 대한민국의 천연기념물 제194호이다.
창덕궁의 향나무는 나이가 약 750살 정도로 추정되며, 2010년 태풍의 피해로 인해 손상은 되었지만, 뿌리부분 둘레 5.9m이다. 가지는 동서남북으로 1개씩 뻗어나갔는데 남쪽 가지는 잘라졌고, 북쪽 가지는 죽었으며, 동쪽 가지는 꼬불꼬불한 기형으로 자랐다. 나무의 모양은 마치 용(龍)이 하늘을 오르는 모습처럼 생겼다.
창덕궁의 향나무는 오랜 세월동안 조상들의 관심과 보살핌 가운데 살아온 나무로 문화적 자료로서의 가치가 높아 천연기념물로 지정·보호하고 있다.